# Aximopsis anubis
Aximopsis anubis is een vliesvleugelig insect uit de familie Eurytomidae. De wetenschappelijke naam is voor het eerst geldig gepubliceerd in 2006 door Gates.